# كارين ويترهان
كارين إليزابيث ويترهان (بالإنجليزية: Karen Elizabeth Wetterhahn)‏(16 أكتوبر 1948 - 8 يونيو 1997)، والمعروفة أيضًا باسم كارين ويترهان جانيت، كانت أستاذة أمريكية للكيمياء في كلية دارتموث بنيوهامبشاير، والتي تخصصت في التعرض للمعادن السامة. توفيت بسبب التسمم بالزئبق عن عمر يناهز 48 عامًا بسبب التعرض العرضي لمركب الزئبق العضوي شديد السمية ثنائي ميثيل الزئبق ‏ (Hg(CH3)2). لم توفر القفازات الواقية المستخدمة وقت وقوع الحادث حماية كافية، وقد ثبت أن التعرض لبضع قطرات فقط من المادة الكيميائية الممتصة من خلال القفازات كان قاتلاً بعد أقل من عام.

## روابط خارجية
- في ذكرى كارين ويترهان